# Astacilla longispina
Astacilla longispina är en kräftdjursart som först beskrevs av Brian Frederick Kensley 1978.  Astacilla longispina ingår i släktet Astacilla och familjen Arcturidae.
Artens utbredningsområde är Moçambique. Inga underarter finns listade i Catalogue of Life.